# ПМП-М
ПМП-М — понтонно-мостовий парк, створений на основі парка ПМП і призначений для обладнання мостових та поромних переправ.
З матеріальної частини парку обладнуються мостові переправи вантажопідйомністю 60 т і 20 т, а також поромні переправи вантажопідйомністю від 20 до 170 т. Основними перевізними поромами є: 40-, 60-, і 80 тонні (з річкових ланок) і 110, 150-тонні (з річкових і берегових ланок).

## Технічний опис
Модернізований парк ПМП-М відрізняється від ПМП спрямленою палубою берегової ланки, а також наявністю комплекту гідродинамічних щитів Савел'єва, транспортного поромного пристрою, пристосувань для обладнання переправ при льодоставі і комплектом допоміжного майна. Допустима швидкість течії становить до 3 м/сек, хвилювання — до 2 балів.
Обладнання ПМП-М за часів СРСР базувалося на шасі КрАЗ-255Б.

### Характеристика ланок
Річкова ланка (розкрита):
- Вага — 6790 кг;
- Довжина — 6750 мм;
- Ширина — 8090 мм;
- Висота — 1110 мм.
- Вантажопідйомність ланки — 20 т.

### Склад понтонного парку ПМП-М
- 32 річкових ланки з автомобілями;
- 4 берегових ланки з автомобілями;
- 2 вистилання з автомобілями;
- 16 буксирно-моторних катерів;
- 1 комплект допоміжного приладдя, інструменту та запасних частин.

### Характеристика наплавних мостів
60-т наплавний міст:
- Ширина проїзної частини — 6,5 м;
- Гранична довжина моста — 227 м.

20-т наплавний міст:
- Ширина проїзної частини — 3,29 м;
- Гранична довжина моста — 382 м.

### Характеристика поромів
40-т пором:
- Кількість поромів, що збираються з парку — 16;
- Кількість ланок на один паром — 2 річкових;
- Довжина порома — 13,5 м.

60-т пором:
- Кількість поромів, що збираються з парку — 10;
- Кількість ланок на один паром -3 річкових;
- Довжина порома — 20,25 м.

80-т пором:
- Кількість поромів, що збираються з парку — 8;
- Кількість ланок на один паром — 4 річкових;
- Довжина порома — 27 м.

130-т пором:
- Кількість поромів, що збираються з парку — 4;
- Кількість ланок на один паром — 6 річкових, 1 берегове;
- Довжина порома — 46 м.

170-т пором:
- Кількість поромів, що збираються з парку — 4;
- Кількість ланок на один паром — 8 річкових, берегових — 1;
- Довжина порома — 59,5 м.

## Оператори
- Росія[2]